# Football League Trophy 2013-2014
Il Football League Trophy 2013-2014 è stata la 33ª edizione della manifestazione calcistica. È iniziata il 3 settembre 2013 e si è conclusa il 30 marzo 2014.
La finale ha visto il Peterborough United prevalere sui rivali del Chesterfield per 3-1 nella finale di Wembley. È la prima vittoria della competizione per i Posh.

## Squadre Partecipanti

### Primo Turno
-  Accrington Stanley
-  Bradford City
-  Brentford
-  Bristol City
-  Bristol Rovers
-  Burton Albion
-  Bury
-  Cheltenham Town
-  Colchester Utd
-  Crewe Alexandra
-  Dag & Red
-  Exeter City
-  Fleetwood Town
-  Gillingham
-  Hartlepool Utd
-  Leyton Orient
-  MK Dons

-  Northampton Town
-  Notts County
-  Oldham Athletic
-  Plymouth
-  Port Vale
-  Portsmouth
-  Scunthorpe Utd
-  Sheffield Utd
-  Shrewsbury Town
-  Torquay Utd
-  Tranmere
-  Walsall
-  AFC Wimbledon
-  Wolverhampton
-  Wycombe
-  Yeovil Town
-  York City

### Secondo Turno
- 16 club vincitori del primo turno

-  Carlisle Utd
-  Chesterfield
-  Coventry City
-  Crawley Town
-  Mansfield Town
-  Morecambe
-  Newport County
-  Oxford Utd

-  Peterborough Utd
-  Preston N.E.
-  Rochdale
-  Rotherham Utd
-  Southend Utd
-  Stevenage
-  Swindon Town
-  York City

## Calendario

### Primo Turno
Il sorteggio per decretare gli abbinamenti del primo turno ha avuto luogo il 17 agosto 2013. 16 club hanno ottenuto il passaggio automatico al secondo turno, mentre le restanti 32 squadre vennero suddivise in quattro aree geografiche (Sezioni Nord-Ovest, Nord-Est, Sezione Sud-Ovest, Sud-Est) per la disputa del primo turno.

#### Sezione Nord

##### Nord-Ovest
| Squadra 1       | Risultato | Squadra 2          |
| --------------- | --------- | ------------------ |
| Tranmere        | 1 - 2     | Fleetwood Town     |
| Port Vale       | 2 - 1     | Bury               |
| Crewe Alexandra | 1 - 0     | Accrington Stanley |
| Shrewsbury Town | 1 - 3     | Oldham Athletic    |

##### Nord-Est
| Squadra 1      | Risultato | Squadra 2     |
| -------------- | --------- | ------------- |
| Hartlepool Utd | 5 - 0     | Bradford City |
| Notts County   | 1 - 0     | Burton Albion |
| Scunthorpe Utd | 0 - 0     | Sheffield Utd |
| Wolverhampton  | 2 - 2     | Walsall       |

#### Sezione Sud

##### Sud-Ovest
| Squadra 1       | Risultato | Squadra 2      |
| --------------- | --------- | -------------- |
| Exeter City     | 0 - 2     | Wycombe        |
| Cheltenham Town | 3 - 3     | Plymouth       |
| Torquay Utd     | 0 - 0     | Portsmouth     |
| Bristol City    | 2 - 1     | Bristol Rovers |

##### Sud-Est
| Squadra 1  | Risultato | Squadra 2        |
| ---------- | --------- | ---------------- |
| Brentford  | 5 - 3     | AFC Wimbledon    |
| Dag & Red  | 4 - 1     | Colchester Utd   |
| Gillingham | 1 - 3     | Leyton Orient    |
| MK Dons    | 2 - 0     | Northampton Town |

### Secondo Turno
Il sorteggio per il secondo turno ha avuto luogo il 7 settembre 2013. I 16 vincitori del Primo Turno raggiungono i 16 club passati per sorteggio e vengono suddivisi anch'essi in quattro specifiche aree geografiche. Gli incontri si sono disputati l'8 ottobre dello stesso anno.

#### Sezione Nord

##### Nord-Ovest
| Squadra 1      | Risultato | Squadra 2       |
| -------------- | --------- | --------------- |
| Port Vale      | 0 - 1     | Rochdale        |
| Fleetwood Town | 4 - 0     | Crewe Alexandra |
| Morecambe      | 0 - 0     | Carlisle Utd    |
| Preston N.E.   | 0 - 2     | Oldham Athletic |

##### Nord-Est
| Squadra 1      | Risultato | Squadra 2      |
| -------------- | --------- | -------------- |
| Mansfield Town | 0 - 1     | Chesterfield   |
| Sheffield Utd  | 0 - 1     | Hartlepool Utd |
| Wolverhampton  | 0 - 0     | Notts County   |
| York City      | 0 - 3     | Rotherham Utd  |

#### Sezione Sud

##### Sud-Ovest
| Squadra 1    | Risultato | Squadra 2      |
| ------------ | --------- | -------------- |
| Crawley Town | 2 - 3     | Newport County |
| Oxford Utd   | 1 - 2     | Portsmouth     |
| Swindon Town | 2 - 1     | Plymouth       |
| Wycombe      | 2 - 1     | Bristol City   |

##### Sud-Est
| Squadra 1        | Risultato | Squadra 2     |
| ---------------- | --------- | ------------- |
| Leyton Orient    | 0 - 0     | Coventry City |
| Peterborough Utd | 2 - 1     | Brentford     |
| Southend Utd     | 2 - 5     | Dag & Red     |
| Stevenage        | 2 - 1     | MK Dons       |

### Quarti di Finale
Il sorteggio dei Quarti di Finale ha avuto luogo il 12 ottobre 2013. Le 16 squadre rimaste vengono raggruppate in due aree geografiche (Nord e Sud).

#### Sezione Nord
| Squadra 1       | Risultato | Squadra 2     |
| --------------- | --------- | ------------- |
| Oldham Athletic | 5 - 1     | Notts County  |
| Chesterfield    | 3 - 0     | Rochdale      |
| Hartlepool Utd  | 1 - 2     | Rotherham Utd |
| Fleetwood Town  | 2 - 0     | Carlisle Utd  |

#### Sezione Sud
| Squadra 1        | Risultato | Squadra 2     |
| ---------------- | --------- | ------------- |
| Swindon Town     | 2 - 1     | Wycombe       |
| Newport County   | 3 - 0     | Portsmouth    |
| Peterborough Utd | 1 - 0     | Dag & Red     |
| Stevenage        | 3 - 2     | Leyton Orient |

### Semifinali
Il 16 novembre 2013 è stato effettuato il sorteggio per le semifinali delle sezioni Nord e Sud. Tutti gli incontri si sono disputati il 10 dicembre.

#### Sezione Nord
| Squadra 1       | Risultato | Squadra 2     |
| --------------- | --------- | ------------- |
| Fleetwood Town  | 2 - 1     | Rotherham Utd |
| Oldham Athletic | 1 - 1     | Chesterfield  |

#### Sezione Sud
| Squadra 1      | Risultato | Squadra 2        |
| -------------- | --------- | ---------------- |
| Swindon Town   | 1 - 1     | Stevenage        |
| Newport County | 0 - 3     | Peterborough Utd |

### Finali
Le due finali di Sezione vennero decise nel sorteggio dell'11 dicembre 2013. L'andata venne disputata il 4-5 febbraio 2014, il ritorno il 17-18 dello stesso mese.

#### Sezione Nord
| Squadra 1      | Totale | Squadra 2    | Andata | Ritorno |
| -------------- | ------ | ------------ | ------ | ------- |
| Fleetwood Town | 2 - 3  | Chesterfield | 1 - 3  | 1 - 0   |

#### Sezione Sud
| Squadra 1        | Totale | Squadra 2    | Andata | Ritorno |
| ---------------- | ------ | ------------ | ------ | ------- |
| Peterborough Utd | 3 - 3  | Swindon Town | 2 - 2  | 1 - 1   |

### Finale
| Arbitro: | D'Urso |

|           |           |                                         |
| Doyle 53’ | Marcatori | 7’ McQuoid 38’ Brisley 78’ Assombalonga |

#### Formazioni
| Chesterfield (4-2-3-1) |    |                   |     |         |
|                        |    |                   |     |         |
| P                      | 1  | Tommy Lee         |     |         |
| DD                     | 7  | Tendayi Darikwa   | 77’ |         |
| DC                     | 15 | Ritchie Humphreys | 63’ |         |
| DC                     | 6  | Liam Cooper       | 89’ |         |
| DS                     | 23 | Ian Evatt         |     |         |
| CC                     | 12 | Jimmy Ryan        |     |         |
| CC                     | 5  | Samy Morsy        |     |         |
| AD                     | 10 | James O'Shea      |     | 72’     |
| TC                     | 2  | Ollie Banks       |     | 12’     |
| AS                     | 11 | Gary Roberts      | 70’ |         |
| ATT                    | 17 | Eoin Doyle        |     | 62’     |
| Sostituzioni:          |    |                   |     |         |
| P                      | 35 | Ian Dunbavin      |     |         |
| D                      | 4  | Sam Hird          |     | 12’ 79’ |
| D                      | 25 | Drew Talbot       |     |         |
| A                      | 12 | Marc Richards     |     | 79’     |
| A                      | 17 | Mason Bennett     |     | 72’     |
| Allenatore:            |    |                   |     |         |
| Paul Cook              |    |                   |     |         |

| Peterborough Utd (4-4-1-1) |    |                           |     |     |
|                            |    |                           |     |     |
| P                          | 1  | Robert Olejnik            |     |     |
| DD                         | 31 | Mark Little               |     |     |
| DC                         | 6  | Michael Bostwick          |     |     |
| DC                         | 4  | Shaun Brisley             |     | 72’ |
| DS                         | 20 | Nathaniel Knight-Percival |     |     |
| CD                         | 36 | Josh McQuoid              |     | 83’ |
| CC                         | 11 | Grant McCann              |     | 67’ |
| CC                         | 14 | Tommy Rowe                |     |     |
| CS                         | 17 | Joe Newell                |     |     |
| TC                         | 7  | Danny Swanson             | 90’ |     |
| ATT                        | 9  | Britt Assombalonga        |     |     |
| Sostituzioni:              |    |                           |     |     |
| P                          | 13 | Joe Day                   |     |     |
| D                          | 2  | Craig Alcock              |     | 72’ |
| D                          | 3  | Kgosietsile Ntlhe         |     |     |
| C                          | 8  | Jack Payne                |     | 67’ |
| C                          | 37 | Lloyd Isgrove             |     | 83’ |
| Allenatore:                |    |                           |     |     |
| Darren Ferguson            |    |                           |     |     |